# Хлопчиці
Хло́пчиці — село в Україні, в Самбірському районі Львівської області. Населення становить 1413 осіб. Орган місцевого самоврядування — Рудківська міська рада.

## Населення

### Мова
Розподіл населення за рідною мовою за даними перепису 2024 року:
| Мова       | Кількість | Відсоток |
| ---------- | --------- | -------- |
| українська | 1479      | 99.94 %  |
| російська  | 1         | 0.06 %   |
| Усього     | 1480      | 100 %    |

## Відомі люди
- Вічорик Юлія Іванівна — заступник голови колгоспу імені Хрущова Рудківського району, завідувач Рудківського районного відділу соціального забезпечення Дрогобицької області. Депутат Верховної Ради УРСР 2-3-го скликань.
- Шумик Магда Миколаївна — ланкова колгоспу імені Молотова, Герой Соціалістичної Праці (27.07.1954).